# Anthony Hendrik van der Boon Mesch
Antonius Henricus (Anthony Hendrik) van der Boon Mesch (Delft, 15 april 1804 - Leiden, 12 augustus 1874) was een Nederlands scheikundige en hoogleraar landhuishoudkunde aan de Universiteit Leiden, en rector magnificus van deze universiteit in 1847-1848.

## Levensloop

### Jeugd en opleiding
Van der Boon Mesch, een zoon van Hendrik Carel van der Boon Mesch (1760-1832) en Elisabeth Jacoba van Braam, werd geboren in Delft, waar zijn vader apotheker was. In Delft volgde hij de Latijnse school, en kreeg scheikundelessen van de apotheker van het plaatselijke gasthuis Van Eijben.
In 1821 begon hij aan de studie scheikunde aan de Leidse Hogeschool, waar zijn oudere broer Hendrik ook colleges liep. Gedurende zijn studietijd in Leiden nam Van der Boon Mesch deel aan drie prijsvragen (twee scheikundige en een letterkundige), die hij alle drie won. De eerste (in Gent) won hij reeds in het eerste jaar. In 1826 promoveerde Van der Boon Mesch met lof aan de Leidse Hogeschool op het proefschrift Disputatio geologica inauguralis de incendiis montium igni ardentium insulae Javae eorumdemque lapidibu.

### Lector en buitengewoon hoogleraar in de scheikunde
Al op 26 juli 1826, dus snel na zijn promotie, werd Van der Boon Mesch benoemd tot lector in de wis- en natuurkunde aan het industriecollege en de Industrieschool te Leiden. Van der Boon Mesch was aangesteld voor de scheikundeles, en zijn lessen werden een groot succes. Lintsen (1994) verklaarde:
... de colleges van Van der Boon Mesch werden een groot succes. Van der Boon Mesch was zeker geen studeerkamergeleerde. Hij zag zichzelf als een ‘technisch scheikundige’ die zich bezighield met toepassingen van de scheikunde ‘op alle behoeften van het maatschappelijk leven’. Hij vatte de technische scheikunde breed op: het omvatte naast kennis van schei-, natuur- en werktuigkunde ook kennis van de nijverheid;... Door middel van nauwkeurige waarnemingen en proeven diende de technisch scheikundige de vindingen der wetenschap ‘tot in alle bedrijven van landbouw en fabrijkwezen’ te doen doordringen...
Van der Boon Mesch zou deze lessen blijven geven tot zijn emeritaat in 1873, en met succes:
... In Leiden volgden na een wat aarzelende start jaarlijks meer dan honderd fabrikanten en geïnteresseerden zijn colleges, en met succes gezien de oprichting van diverse nieuwe fabrieken in Leiden en de invoering van verbeterde procedés in bestaande fabrieken.
Bij Koninklijk Besluit van 6 januari 1829 werd Van der Boon Mesch benoemd tot buitengewoon Hoogleraar in de scheikunde aan de Leidse Hogeschool. Hij aanvaardde deze betrekking op 24 mei 1829 met het uitspreken van de inaugurele rede, getiteld "De Chymiae artibus conjunctae fine et officio."
In 1832 werd van der Boon Mesch redacteur van het nieuw opgerichte tijdschrift voor nijverheid en de landbouw, getiteld Tijdschrift ter bevordering van Nijverheid, van de De Huishoudelijke Maatschappij. In de redactieraad zaten verder Gerard Wttewaall van Wickenburgh, Gideon Jan Verdam en de apotheker F. van Catz Smallenburg.

### Hoogleraar scheikunde en landhuishoudkunde

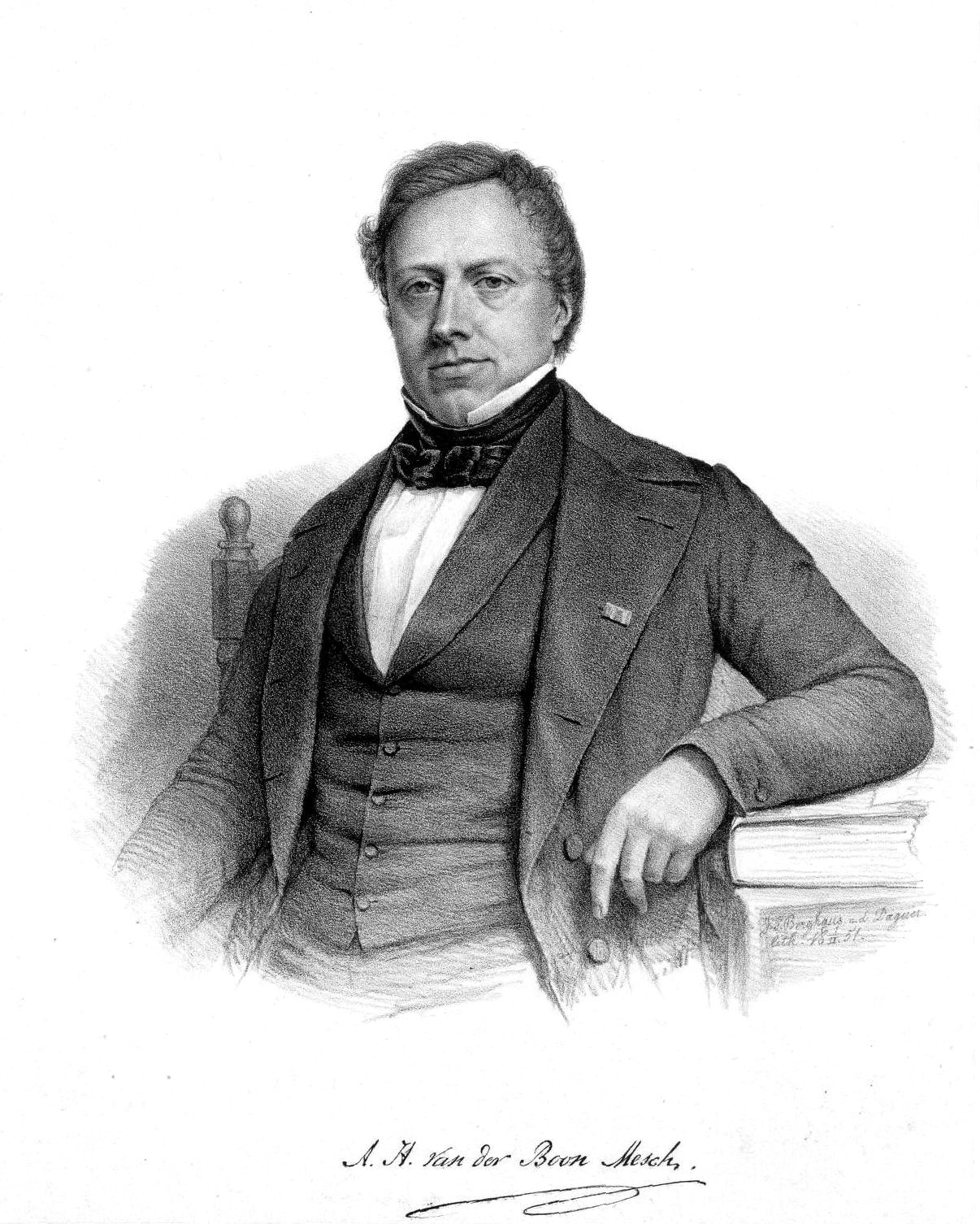
Antony Hendrik van der Boon Mesch door Johann Peter Berghaus.

Bij Koninklijk Besluit van 29 september 1836 werd Van der Boon Mesch gewoon hoogleraar chemie, belast met het onderwijs in technische chemie, medische en farmaceutische chemie, en anorganische en organische chemie. Na het overlijden van Gerard Wttewaall van Wickenburgh kreeg hij ook de leerstoel van landhuishoudkunde. Na de pensionering van Caspar Georg Carl Reinwardt in 1845 nam hij ook diens lessen in chemie aan de Leidse universiteit over. In het studiejaar 1847-1848 was hij rector magnificus van de hogeschool, waarna hij nog zo'n vijfentwintig jaar diende aan de universiteit. Op 30 september 1873 ging hij met emeritaat.
Van der Boon Mesch was sinds 1833 lid van het genootschap Diligentia in Den Haag. In 1829 werd hij gekozen tot corresponderend lid, in 1843 tot lid van het Koninklijk Nederlandsch Instituut van Wetenschappen, Letterkunde en Schoone Kunsten, later de Koninklijke Academie van Wetenschappen. Hij was onderscheiden als Ridder in de Orde van de Nederlandse Leeuw, en als grootofficier in de Orde van de Eikenkroon.

### Personalia
Van der Boon Mesch was het vijfde volwassen geworden kind in het gezin. Zijn oudste broer, Adrianus Leonardus van der Boon Mesch (1793-1852), werd een bekend predikant. De tweede broer was Hendrik Carel Boon van der Mesch, vanaf 1823 professor in de natuurlijke historie en in de theoretische, pharmaceutische en technische chemie aan het athenaeum aan het Athenaeum Illustere in Amsterdam.
Van der Boon Mesch was een neef van Georgius Johannes van der Boon Mesch (1786-1822), buitengewoon hoogleraar in de landhuishoudkunde aan de Leidse Hogeschool van 1819 tot 1822. Hij werd opgevolgd door Gerard Wttewaall van Wickenburgh (1776-1838).
Van der Boon Mesch was op 5 augustus 1829 in Warmond getrouwd met Adriana Daniella Hermanna (Jeanne) Mobachius Quaet (1812-1848), dochter van Daniel Mobachius Quaet. Jeanne was als een van de hoofdpersonen betrokken bij het "schandaal in Leiden" rond Gerrit van de Linde, ofwel de Schoolmeester, in 1833/1834.
Op 8 februari 1848, de dag dat Van der Boon Mesch zijn afscheidsrede als Leids rector zou houden, overleed zijn vrouw. De rede werd daarom uitgesproken door zijn collega J.H. Scholten. Van der Boon Mesch zelf bleef "alleen in stillen rouw bij het lijk zijner gade. Sedert dien treurigen dag had hij nooit meer den moed de rectorale Oratie op den 8sten Februarij bij te wonen."

## Publicaties
- Commentatio ad quæstionem ab ordine philosophiae theorethicae et literarum humanorum in academia gandavensi (…) Gandavi 1824.
- Disputatio Geologica de incendiis montium igni ardentium insulae Javae, eorumsemque lapidibus. 1826. (Online)
- Oratio de Chymicae artibus conjunctae fine et officio. Leiden 1829.
- Leesboek der scheikunde met toepassing op kunsten en fabryken. 1831, 3 delen.
- Redevoering over den voordeeligen invloed der natuurkundige wetenschappen op De Nijverheid. 1834. (Online)
- Over den invloed der natuurkundige wetenschappen op de nijverheid. 1834.
- Over de foeselolie, 1836.
- Nederlandsche apotheek. 1851. (Online)
- Over de beoefening der natuurkundige wetenschappen voor den landbouw in Nederland. 1846.
- Oratio de rebus Academicis nostra praesertim aetate, justo pretio hebendis. 1848.
- Levensbericht van Jhr. Mr. J.W. van Vredenburch. Middelburg 1850.
- De droogmaking van het Haarlemmer Meer. Haarlem 1855. (Online)
- De vooruitgang op Schiermonnikoog. Haarlem. 1862

### Over Anthony Hendrik van der Boon Mesch
- W. P. Jorissen, "Mesch, Anthony Hendrik van der Boon," In: Nieuw Nederlandsch biografisch woordenboek. Deel 2 (1912)
- Abraham Jacob van der Aa. "Anthoni Hendricus van der Boon Mesch," Biographisch woordenboek der Nederlanden. Bijvoegsel. J.J. van Brederode, Haarlem 1878
- A. Vrolik. Levensschets van Dr. A.H. van der Boon Mesch. In: Handelingen der algemeene vergadering van de Maatschappij der Nederlandsche Letterkunde te Leiden, gehouden aldaar den 15den Juni 1876, in het gebouw der Maatschappij tot Nut van 't Algemeen. E.J. Brill, Leiden 1876, p. 3-30